# Orin Gould Murfin
Orin Gould Murfin (Hanging Rock, 13 aprile 1876 – San Diego, 22 ottobre 1956) è stato un ammiraglio statunitense, veterano della prima guerra mondiale dove contribuì alla realizzazione del grande campo minato, noto come Northen Mine Barrage,  che si estendeva nel Mare del Nord, dalle isole Orcadi al 3 miglia al largo di Bergen, in Norvegia.
Tra il 1929 e il 1930 fu comandante della nave da battaglia West Virginia e poi della 3ª Divisione navi da battaglia della Atlantic Fleet. Tra l'ottobre 1935 e l'ottobre 1936 ricoprì l'incarico di comandante della Asiatic Fleet, e dal 1936 al 1940, data del pensionamento, del 14º Distretto navale delle Hawaii. fu richiamato brevemente in servizio attivo nel corso del 1944 quando presiedette la Commissione navale d'inchiesta che doveva stabilire definitivamente le responsabilità dei vertici militari relative all'attacco giapponese a Pearl Harbor del 7 dicembre 1941.

## Biografia
Nacque a Hanging Rock, Ohio, il 13 aprile 1876, figlio di un ingegnere addetto ai forni a carbone utilizzati nell’industria siderurgica. All’età di quattro anni la famiglia si trasferì a Wellston, Ohio, dove il padre andò a lavorare presso come sovraintendente al Superior Coal Plant n.1. Nel corso degli studi si rivelò un brillante allievo, ed entrò presso U.S. Naval Academy di Annapolis dopo aver completato il primo anno delle superiori, uscendone con il brevetto di sottotenente nel 1897.  Divenne tenente di vascello nel 1902, e tra il 12 maggio 1916 e il 18 giugno 1917 fu comandante dell'incrociatore protetto Albany. 
Quando nel corso del 1917 gli Stati Uniti d'America entrarono nella prima guerra mondiale, con il grado di capitano di vascello comandò una base di posamine in Scozia. Al comandò delle unità realizzò la Northen Mine Barrage, composta da un campo di 57.000 mine che si estendeva nel Mare del Nord, dalle isole Orcadi a 3 miglia al largo di Bergen, in Norvegia. Per questa realizzazione fu decorato con la Navy Distinguished Service Medal.
Dopo la fine del conflitto fu l'ultimo comandante dell'incrociatore Albany, poi del moderno incrociatore leggero Concord (1923-1925) e nel corso del 1929 assunse il comando della nuova nave da battaglia West Virginia. Promosso contrammiraglio nel 1930, l'anno successivo fu nominato Giudice supremo del tribunale militare della marina statunitense. Rimase a terra per i successivi tre anni, e poi assunse il comando della 3ª Divisione navi da battaglia in forza alla Atlantic Fleet. Dopo aver ricoperto l’incarico di presidente della commissione d'inchiesta sulla perdita del dirigibile portaerei ZRS-5 Macon avvenuta nell’Oceano Pacifico il 26 febbraio 1935, nell’ottobre dello stesso anno fu designato al comando dell'Asiatic Fleet.  Nel corso del 1936 lasciò il comando della flotta al contrammiraglio Harry Yarnell, assumendo l'incarico di comandante del 14º Distretto navale a Pearl Harbor, Hawaii, da dove, nel luglio 1937, diresse le operazioni di ricerca dell’aviatrice Amelia Earhart dispersa durante un tentativo di volo record. Preoccupato per la politica aggressiva dell’Impero giapponese stese piani per il rafforzamento del dispositivo americano alla Hawaii, e per le isole di Midway e Wake. 

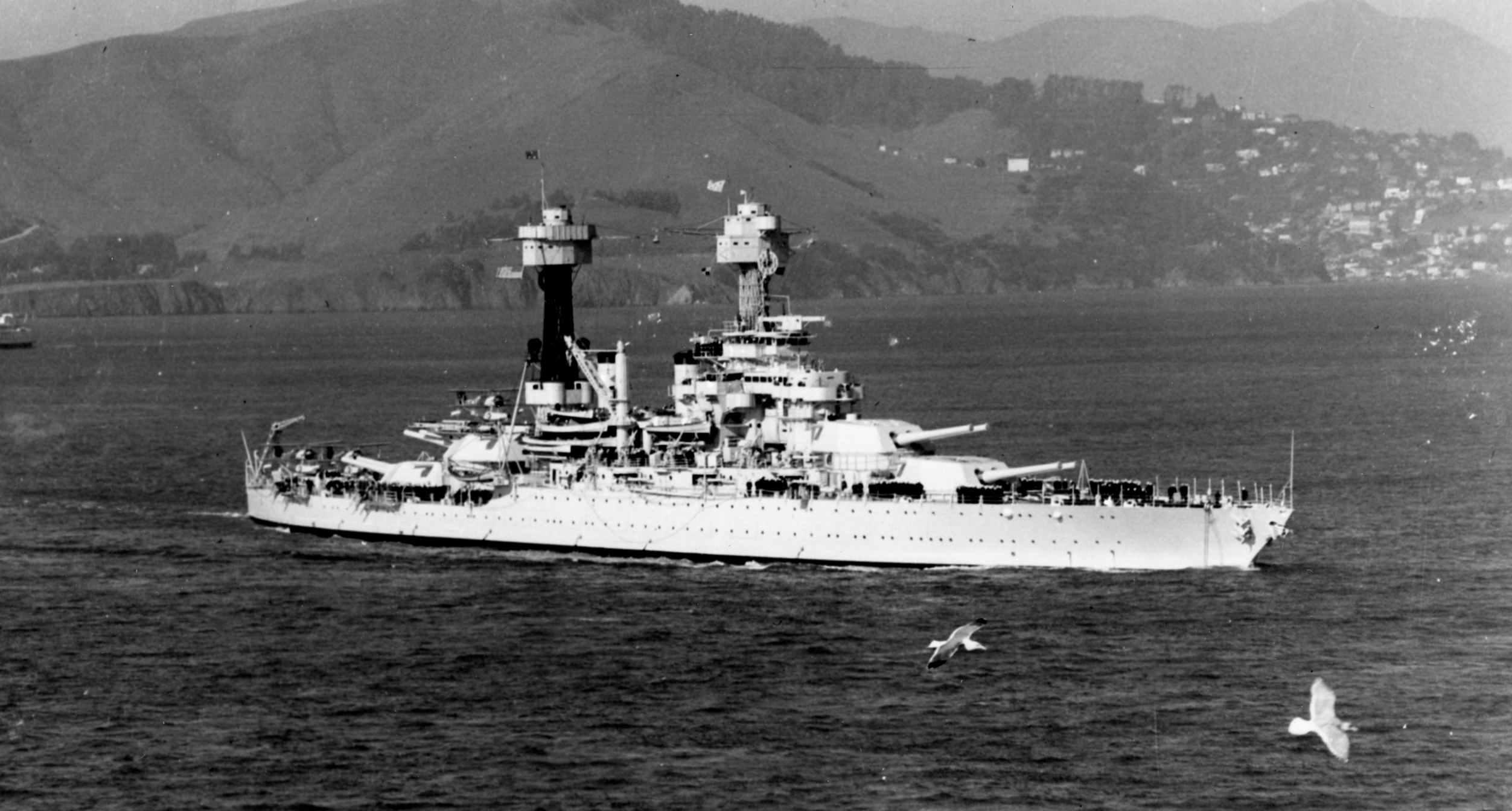
La nave da battaglia West Virginia fotografata nella baia di San Francisco all'incirca nel 1934.

Andato in pensione il 1 maggio 1940  non fu richiamato in servizio fino al 1944, quando assunse la presidenza delle Commissione navale d’inchiesta che doveva svolgere una completa inchiesta sui fatti relativi all'attacco giapponese a Pearl Harbor, in quanto la precedente commissione d’inchiesta, che aveva giudicato colpevoli di negligenza l’ammiraglio Husband E. Kimmel, comandante della Pacific Fleet, e il generale Walter C. Short, comandante delle forze dell’esercito presenti sulle isole, era stata giudicata troppo frettolosa nel giungere alle proprie conclusioni, tralasciando le responsabilità del generale George C. Marshall, comandante dell’esercito, e del Capo delle operazioni navali, ammiraglio Harold Stark. Le conclusioni della Commissione da lui presieduta, e composta anche dall’ammiraglio Edward Clifford Kalbfus  e dal viceammiraglio Adolphus Andrews, confermarono le responsabilità di Kimmel e Short, ma scatenarono l'ira di Marshall che pensava che le conclusioni fossero troppo dure, e del Segretario di stato alla Marina James Vincent Forrestal, che pensava fossero troppo morbide. Si spense a San Diego, California, il 22 ottobre 1956.

### Annotazioni
1. ↑  La realizzazione di questo grande campo minato fu determinante nel bloccare il rimanente traffico mercantile diretto verso la Germania, e nel costringere la flotta da battaglia tedesca a rimanere confinata nelle proprie acque territoriali per paura di incappare nelle mine.

### Fonti
1. 1 2 3 4 5  Prange 1991, p. 620.
2. 1 2  Silverstone 2008, p. 29.
3. ↑  Silverstone 2008, p. 31.
4. ↑  Friedman 1985, p. 139.
5. ↑  Bradley 2015, p. 67.
6. 1 2  Keith 2015, p. 31.
7. ↑  Keith 2015, p. 30.
8. ↑  Kennedy, Neilson 2002, p. 144.
9. 1 2 3  Prange 1991, p. 621.
10. ↑  Prange 1991, p. 622.